# Championnats du monde de beach tennis 2012
Navigation
Édition précédente Édition suivante
Les championnats du monde de beach tennis 2012, quatrième édition des championnats du monde de beach tennis, ont eu lieu du 21 au 24 juin 2012 à Bourgas, en Bulgarie. Ils sont remportés par les Italiens Marco Garavini et Paolo Tazzari chez les hommes et les Italiennes Simona Briganti et Laura Olivieri chez les femmes.